# Petroglyph National Monument
Il Petroglyph National Monument è un sito con lo status di Monumento nazionale che si estende lungo la Mesa occidentale di Albuquerque, in Nuovo Messico, su di una scarpata di basalto vulcanico che domina l'orizzonte occidentale della città. Il monumento, istituito il 27 giugno 1990 copre un'area di 29,28 km² è gestito in cooperazione dal Park National Service e dalla città di Albuquerque. La parte occidentale del monumento è costituita da una catena di cinque vulcani spenti.
Il monumento protegge una varietà di risorse culturali e naturali: centinaia di siti archeologici e circa 25000 immagini incise dagli antichi Anasazi e dai colonizzatori spagnoli.

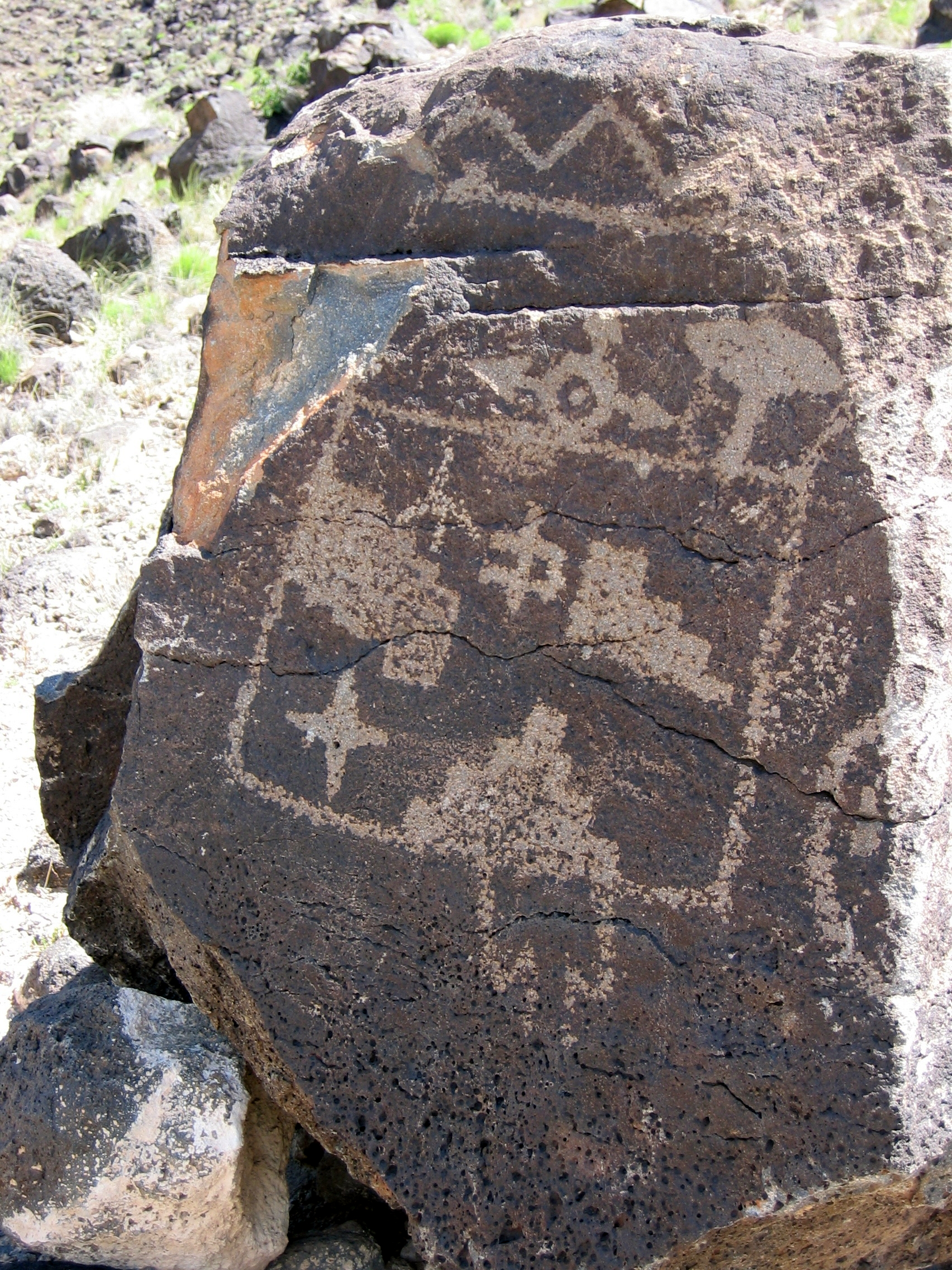
Petroglifi su una grande roccia